# Sociedad histórica de Washington, D.C.
La sociedad histórica de Washington, D.C (nombre de la Sociedad Histórica Columbia hasta 1988) es una fundación educativa y un museo dedicado a preservar y mostrar la historia de Washington D. C. La sociedad ofrece conferencias, exhibiciones, clases, eventos comunitarios y otros programas educativos como parte de su misión. Además, la sociedad Kiplinger Research Library alberga una colección de libros, mapas, fotografías y otros materiales relevantes para la historia de la ciudad.
Situado en el centro de Mount Vernon Square, en Washington, la sociedad ocupa un edificio de estilo Beaux Arts construido por Andrew Carnegie en 1902 (una de sus muchas bibliotecas de Carnegie), originalmente utilizado como Biblioteca Pública del Distrito de Columbia. El edificio está abierto al público de lunes a domingo de 10am a 5pm. Los visitantes son bienvenidos a visitar las exposiciones y el uso de la biblioteca de la sociedad.

## Historia
Antes de la reorganización de la sociedad histórica, el edificio albergó el Museo de la Ciudad de Washington D. C., dedicada a la historia de Washington D. C.. La empresa Gsmprjct° fue contratada para diseñar y desarrollar el concepto general del museo, que incluye un espectáculo multimedia llamado Historias de Washington. El museo contiene tres galerías permanentes, una galería temporal, y un espectáculo multimedia en el teatro. El objetivo era crear un museo del siglo XXI, acompañado de una tecnología nueva e interactiva, y que mantuviera el significado histórico de principios de los años XX. Los planificadores del museo han colaborado con el estudio de la arquitectura Ackerman & Ross, para completar las alteraciones de construcción con el fin de dar cabida a las exposiciones. 
El Museo de la Ciudad abrió sus puertas en mayo de 2003, pero cerró en abril de 2005 debido a la baja asistencia y las dificultades financieras. La sociedad histórica ha vuelto a abrir el edificio y cuenta con varias exposiciones en exhibición.